# Haixing
Haixing (chinesisch 海兴县, Pinyin Hǎixīng Xiàn) ist ein chinesischer Kreis der Provinz Hebei. Er gehört zum Verwaltungsgebiet der bezirksfreien Stadt Cangzhou. Der Kreis hat eine Fläche von 867,9 km² und zählt 201.538 Einwohner (Stand: Zensus 2010). Sein Hauptort ist die Großgemeinde Suji (苏基镇).

## Administrative Gliederung
Auf Gemeindeebene setzt sich der Kreis Haixing aus drei Großgemeinden und vier Gemeinden zusammen. Diese sind:
- Großgemeinde Suji 苏基镇
- Großgemeinde Xinji 辛集镇
- Großgemeinde Gaowan 高湾镇

- Gemeinde Zhaomaotao 赵毛陶乡
- Gemeinde Xiangfang 香坊乡
- Gemeinde Xiaoshan 小山乡
- Gemeinde Zhanghuiting 张会亭乡